# 세금 특허
세금 특허는 세금을 줄이거나 면제받는 시스템 또는 방법을 폭로한 특허이다. 그것들은 주로 미국에서 특허를 받았지만 다른 나라에서도 특허를 받을 수 있다. 그들은 사업 방법 특허의 형태이다. 세금 계획 또는 세금 전략, 세금 피난 특허라 불린다.   